# Dương Thụ
Dương Thụ (* 10. Februar 1943 in Hanoi) ist ein vietnamesischer Komponist (Songwriter).

## Leben
Dương Thụ  entstammt einer angesehenen alten Familie Vietnams. Seine Urgroßväter Dương Khuê und Dương Lâm dienten der Nguyễn-Dynastie als Mandarine. Er ist ein Neffe des Musikers Dương Thiệu Tước und des Hochschullehrers Dương Thiệu Tống. In seiner Highschoolzeit hatte er Klavierunterricht bei Thái Thị Sâm an der privaten Musikschule von Lưu Quang Duyệt. Nach einem Literaturstudium an der Pädagogischen Universität Hanoi (Trường Đại học Sư phạm Hà Nội) unterrichtete er ab 1965 an einer Schule in Tuyên Quang.
Sein erster bekannter Song Nhớ làng xưa wurde 1962 bei Stimme Vietnams ausgestrahlt. 1972 wurde er in die Kompositionsabteilung des Konservatoriums Hanoi  (heute: Nationale Musikakademie Vietnam; Học viện Âm nhạc Quốc gia Việt Nam) aufgenommen, musste jedoch im zweiten Jahr das Studium abbrechen und als Lehrer nach Tuyên Quang zurückkehren. Ab 1978 war er Dozent an der Universität der Schönen Künste Ho-Chi-Minh-Stadt (Đại học Mỹ thuật Thành phố Hồ Chí Minh). Ab 1982 leitete er Musikgruppen, arbeitete als Komponist und als Redakteur für das Musikmagazin des vietnamesischen Musikerverbandes und den vietnamesischen Musik- und Schallplattenverlag. Dương Thụs Songs wurden in den 1990er Jahren durch Hörfunk- und Fernsehsendungen und Aufnahmen bekannt und von Sängern wie Lệ Quyên, Thanh Lam, Mỹ Linh, Hồng Nhung und Bằng Kiều interpretiert.